# Madžarski puli
Madžarski puli spada med ovčarske pse. Na Madžarsko so ga nomadi z vzhoda pripeljali okoli leta 900 do 1000.  Nekateri predvidevajo, da je ta pasma prednik današnjega kodra.

## Splošni videz
Puli je najmanjši med madžarskimi ovčarskimi psi. Na prvi pogled je podoben tibetanskemu terierju. Sicer je pomanjšana različica madžarskega komondorja. Pulijeva dlaka je črna, rjasto rdeča, siva ali  bela. Ima kvadratast in mišičast trup. Njegova glava je okrogla, čelo ima poudarjeno in gobec relativno kratek. Oči ima temno rjave, njegov pogled je izrazito živahen. Uhlje ima povešene in na koncu zaokrožene. Rep ima zavit na hrbet toliko, da je skoraj skrit. Dolga, klobučevinasta, čopasta dlaka pokriva celo telo. 

## Karakteristike
Višina samcev je 39-45 cm, samic pa 36-42 cm. Teža samcev 13-15 kg, samic 10-13 kg. Živi povprečno 14 let.
Po značaju je dinamičen kot ovčar, ki pa živinskih in ovčjih čred ne brani toliko, kot jih pase. V stiku z gospodarjevo družino je živahen in zelo vdan. Ima močan varovalni nagon, zaradi katerega postane napadalen, če se kdorkoli dotakne lastnine njegovega gospodarja. Rad se potepa.

## Nega
Nega njegove dlake je zelo zahtevna in zamudna. Če je zanemarjen, se dlaka zlepi v dolge vozle in dobi močan vonj.

## Uporabnost
Na Madžarskem je puli zelo razširjen in pastirji ga še vedno veliko uporabljajo. Slovi kot energičen, čuječ, neutruden in radoveden pastirski pes. Rad ima vodo, zato nekateri predvidevajo, da so ga v preteklosti verjetno uporabljali tudi pri lovu v močvirjih. 

## Prehrana
Prehranjujemo ga z najmanj 300 g mesa na dan, poleg tega lahko tudi z rižem, kruhom in zelenjavo.